# 2-(4-Methoxyphenoxy)propionsäure
2-(4-Methoxyphenoxy)propionsäure ist eine chemische Verbindung aus der Gruppe Phenolether.

## Synthese
2-(4-Methoxyphenoxy)propionsäure kann in einer Mitsunobu-Reaktion aus 4-Methoxyphenol und Milchsäuremethylester hergestellt werden. Dazu werden die beiden Ausgangsstoffe mit Triphenylphosphin und Azodicarbonsäurediethylester (DEAD) in Dichlormethan zu dem 2-(4-Methoxyphenoxy)propionsäuremethylester umgesetzt. Dieser wird anschließend mit Kaliumcarbonat in Methanol zur 2-(4-Methoxyphenoxy)propionsäure verseift. Geht man von (S)- bzw. (R)-Milchsäuremethylester aus, sind die enantiomerenreinen Verbindungen (S)- und (R)-2-(4-Methoxyphenoxy)propionsäure zugänglich.

Ein anderer Weg zur Synthese von 2-(4-Methoxyphenoxy)propionsäure beginnt mit der Umsetzung von  4-Methoxyphenol und Kaliumhydroxid zu Kalium-4-Methoxyphenolat. Anschließend folgt die Synthese von 2-(4-Methoxyphenoxy)propansäure aus Kalium-4-Methoxyphenolat und 2-Chloropropionsäure und die anschließende  Neutralisation mit Salzsäure.

## Verwendung
Das Natriumsalz der Verbindung wird unter dem Namen Lactisol in der Lebensmittelindustrie zur Geschmacksbeeinflussung verwendet.